# 口臭
口臭（こうしゅう、英語: bad breath、halitosis）とは、口腔および呼気の嫌な臭いのこと。

## 概説
広辞苑では「口中の不潔および気道・消化器の疾患から起こる」という。また、臭いの強い食品を食べることによっても起きる。人の口臭は生活習慣や体内環境によって臭いの有無や種類が大きく左右される。臭いの強い食品を避け、食事の後には歯磨き（できれば、加えて舌の洗浄）を行うことで口腔内を清潔に保ち、また胃や腸の調子を整えることなどが、口臭を防止する上で基本的な方法である。
第三者が匂いを気にしていないのに、自分の口臭を気にする口臭症（口臭恐怖症）、自己臭症というものもある。
日本人は、体臭や口臭がきつくハグや頬にキスするなどの接触をする機会が多い欧米人に比べて自分が発する臭いについての意識が薄く臭いという評価がある。口臭に悩む有病率がアメリカで50％であるのに対して、日本では10％程度と低い値で、口臭に自信があるとする割合はアメリカで68%、ドイツで79%、日本は19%である。
原因
口臭の原因のほとんどが舌苔と歯周病であり、舌苔の産出量が多いとされている。そのほか、口内炎、壊死性軟組織疾患、口腔癌、貯蓄唾液なども口臭の原因となる。

## 組成
硫化水素、メタンチオール、硫化ジメチル、ジメチルサルファイドなどの揮発性硫化物(VSC)を主成分としている。
これらVSCsは酸性のガスであり、半導体式ガスで容易に検出できる。
アルカリ性の溶液と気液接触させることで中和、脱臭できる。

## 分類
(宮崎ら(1999)) 「口臭症分類の試みとその治療必要性」より引用し改変。
1. 真性口臭症 : 社会的容認限度を超える明らかな口臭が認められるもの。
  - a. 生理的口臭: 界質的変化、原因疾患がないもの（ニンニク摂取など一過性のものは除く）。
  - b. 病的口臭
    - 口腔由来の病的口臭 : 口腔内の原疾患、半質的変化、唾液分泌機能低下などによる口臭（舌苔、プラークなどを含む）。
    - 全身由来の病的口臭 : 耳鼻咽喉･呼吸器系疾患など。
2. 仮性口臭症 : 患者は口臭を訴えるが、社会的容認限度を超える口臭は認められず、検査結果などの説明(カウンセリング)により訴えの改善が期待できるもの。
3. 口臭恐怖症 : 真性口臭症、仮性口臭症に対する治療では訴えの改善が期待できないもの。

### 生理的口臭
健康状態や年齢性別に関わりなく起こる口の臭いである。口の中が不快な感じになるため、後述する病的口臭に比べ本人に自覚症状があるケースが多いとされる。生活リズムや習慣、精神状態などに応じて発生する。口臭の多くがこの生理的口臭である。
生理的口臭の種類は数多い。以下に列挙する。
- 飲食
  - 臭いの強い食品を食べることによるもの
  - アルコール類の摂取によるもの（飲酒者当人に自覚は無い場合でも、アルコール臭が漂っている）
- 歯垢[8]
  - 食べカスに含まれるタンパク質が口腔内の細菌により分解されて生じる、メタンチオールをはじめとする揮発性有機硫黄化合物、スカトール、インドール、長鎖アルコールなどが主な原因と考えられている[11]。
- 舌苔の堆積[12]
- 強いストレスや睡眠などによる口内の乾燥
- 膿栓によるもの
  - 虫歯、歯周病、義歯の汚れといった口内環境や胃などの消化器系が悪くない場合であっても、口臭がする場合は膿栓による口臭が強く考えられ、口臭の原因の中でも膿栓由来の口臭の割合も多い。
- 喫煙によるもの
- 口呼吸によるもの
  - 口の中が乾き、口臭が発生する。これは、口呼吸によって唾液が乾燥し細菌の量が増えるためである。

- 女性特有のケース
  - 生理時の精神的不調によるもののほか、便秘により滞留している腸内ガスが吸収され血管内を運ばれ、肺から放出され口腔に至る為である。

### 病的口臭
慢性的な問題を孕んでおり、これらの多くは、他人からするとかなり強い臭いである場合が多いが、病気によるものであるゆえ本人の自覚症状がない場合も多い。
- 歯学的問題によるもの[8]
  - 虫歯（う蝕）や歯周病など口内における特定の細菌の繁殖（口臭のある虫歯は進度が大きいので要注意である）や、歯垢や歯石が多く付着している場合に臭いが強くなる。病的口臭の多くが歯科的な問題によるものである。
- 内科学（耳鼻咽喉科学）的疾病によるもの
  - 具体例として、慢性鼻炎、蓄膿症、慢性気管支炎、胃潰瘍、肝炎、糖尿病、消化器（特に胃の不全）の病気などが挙げられる。尿毒症では尿臭い[7]。肝硬変や糖尿病の場合[7]は特有のすえたような臭いがある(肝性口臭、ケトン臭、アセトン臭)。そのほか薬品くさい臭い、二日酔いのような臭い、甘ったるい臭いを指摘された場合は、病気が潜んでいる可能性がある。
- 加齢によるもの
  - プレボテラ属系の細菌が加齢とともに増加し、同菌が生成するイソ吉草酸が揮発して不快臭を発する。

## 対策
臭いの強い食品を食べることは避ける、食事の後には毎回、歯ブラシや歯間ブラシと洗口液で歯磨きを行い歯垢をおとす（さらに舌も洗い清潔な状態に保つ）、ストレスをためないようにし生活リズムを保ち睡眠を十分にとることで胃の調子を整える、といったところが口臭防止の基本である。また、タバコを吸っている人はそれを控える。飲酒量が多い人はそれを控え目にする。他にも、特に上で指摘したような何か医学的な原因がある場合は、その原因の除去を行う。また、生理的口臭は根本的に口内の唾液不足が考えられる為、日頃から常に唾液で口腔内を潤すとともに口の乾燥状態を避ける必要がある。ガムや飴といった唾液の出やすい物を食べ唾液の出やすい環境作りをする事で唾液が出にくい人も唾液の分泌を促進させる事が出来る。口臭原因の一つでもある舌苔も唾液で舌表面を十分に潤してから舌みがきを行うと口腔内が乾燥状態の時よりも汚れを落としやすくなる。また、口呼吸や口が常に開いている状態（口唇閉鎖不全）であることによっても口腔内の唾液は乾燥するため、鼻で呼吸し口をしっかり閉じるようにすることも必要である。
中国の後漢時代に書かれた『漢官儀』には皇帝に会う前に薬草の丁子を口に入れて口臭を消した話がある。

## 口臭の激しい動物
牛などの動物に激しい口臭を持つものがいるが、これは主に牧草などの飼料が胃で発酵した際に生じる特定のガスが原因であり、人間の口臭とは質的に異なる場合が多い。